# Волгин, Иван Тимофеевич
Иван Тимофеевич Волгин (1923—1990) — полковник Советской Армии, участник Великой Отечественной войны, Герой Советского Союза (1943).

## Биография
Иван Волгин родился 20 января 1923 года в селе Нижнее Гуторово в семье крестьянина. Окончил среднюю школу. В феврале 1943 года Волгин был призван на службу в Рабоче-крестьянскую Красную Армию. С апреля того же года — на фронтах Великой Отечественной войны. К сентябрю 1943 года сержант Иван Волгин командовал отделением и был одновременно комсоргом батальона 985-го стрелкового полка 226-й стрелковой дивизии 60-й армии Центрального фронта. Отличился во время битвы за Днепр.
26 сентября 1943 года Волгин одним из первых в своём подразделении переправился через Днепр в районе села Толокунская Рудня Вышгородского района Киевской области Украинской ССР (в 1966 году затоплено при наполнении Киевского водохранилища) и принял активное участие в захвате и удержании плацдарма на его западном берегу.
Указом Президиума Верховного Совета СССР от 17 октября 1943 года за «мужество и героизм, проявленные при форсировании Днепра и удержании плацдарма на его правом берегу» сержант Иван Волгин был удостоен высокого звания Героя Советского Союза с вручением ордена Ленина и медали «Золотая Звезда» за номером 3262.
В 1945 году Волгин окончил Саратовское танковое училище. В 1971 году в звании полковника он был уволен в запас. Проживал в Киеве, умер 2 марта 1990 года, похоронен на Берковецком кладбище.
Был также награждён двумя орденами Отечественной войны 1-й степени и рядом медалей.